# 張蔡美
張蔡美（1938年2月4日—），中華民國政治人物，畢業於國防醫學院護理佐理班，曾獲得美国西雅圖西堤大學企管碩士學位。
1938年生于浙江寧波定海縣（今舟山市定海区）。曾代表中國國民黨當選為第九、十屆新竹縣議員；第一、二屆新竹市議員；第九、十屆臺灣省議員，其後獲選為第四、五屆立法委員，並曾擔任中國國民黨立法院黨團副書記長。2004年因黨內初選敗給影帝柯俊雄而未獲提名，一度轉而支持脫黨參選立委的時任新竹市議員鄭正鈐，擔任其競選總部主委；選戰末期才回歸柯俊雄而使其順利入主國會，鄭則以極低票數落選。

## 外部連結
中華民國立法院全球資訊網 張蔡美委員介紹 （页面存档备份，存于）